# Красноголовый снегирь
Красноголо́вый снеги́рь (лат. Pyrrhula erythrocephala) — один из самых ярких масковых снегирей, встречающийся в Гималаях.

## Описание
Птица мелких размеров, меньше воробья. Чёрные перья вокруг клюва формируют так называемую маску. Хвост, рулевые и большие кроющие крыла тоже черные. Полоса из больших верхних кроющих крыла — светло-серая или белая. Спина и кроющие крыла серые. Белые — перья вокруг маски, надхвостье и подхвостье. Крайнее внутреннее маховое с красным пятном. У самцов голова, грудь и живот красновато оранжевые. Сверху на голове и зашейке более насыщенного цвета. У самок те же участки перьев (верх головы и зашеек) окрашены в жёлтый, остальное — щеки, спина и живот серо-коричневые. Переход между спиной и жёлтой головой серый. Хвост ступенчатый, с выемкой по середине, но меньшей, чем у бурого.

## Систематика
Подвидовых вариаций не наблюдается.

## Галерея

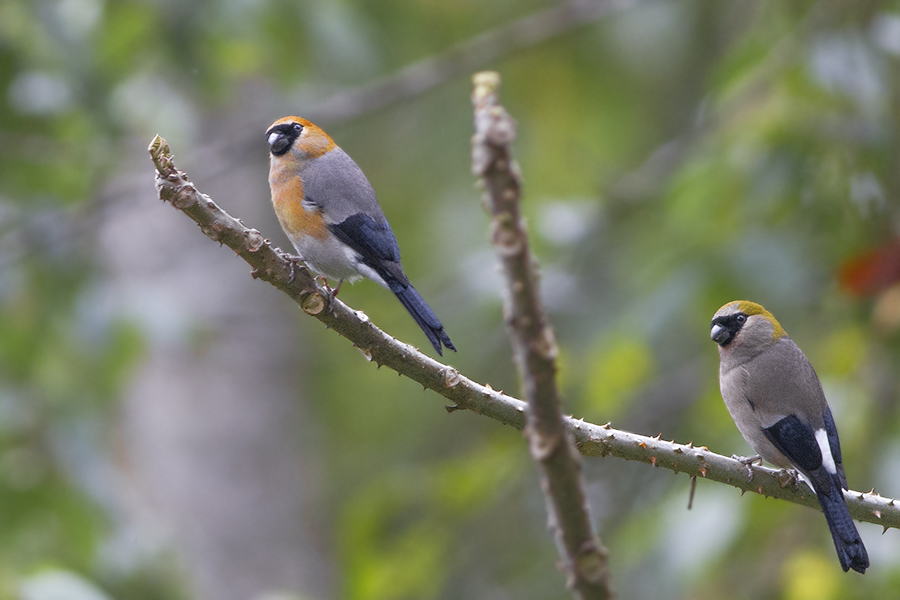
Самец и самка
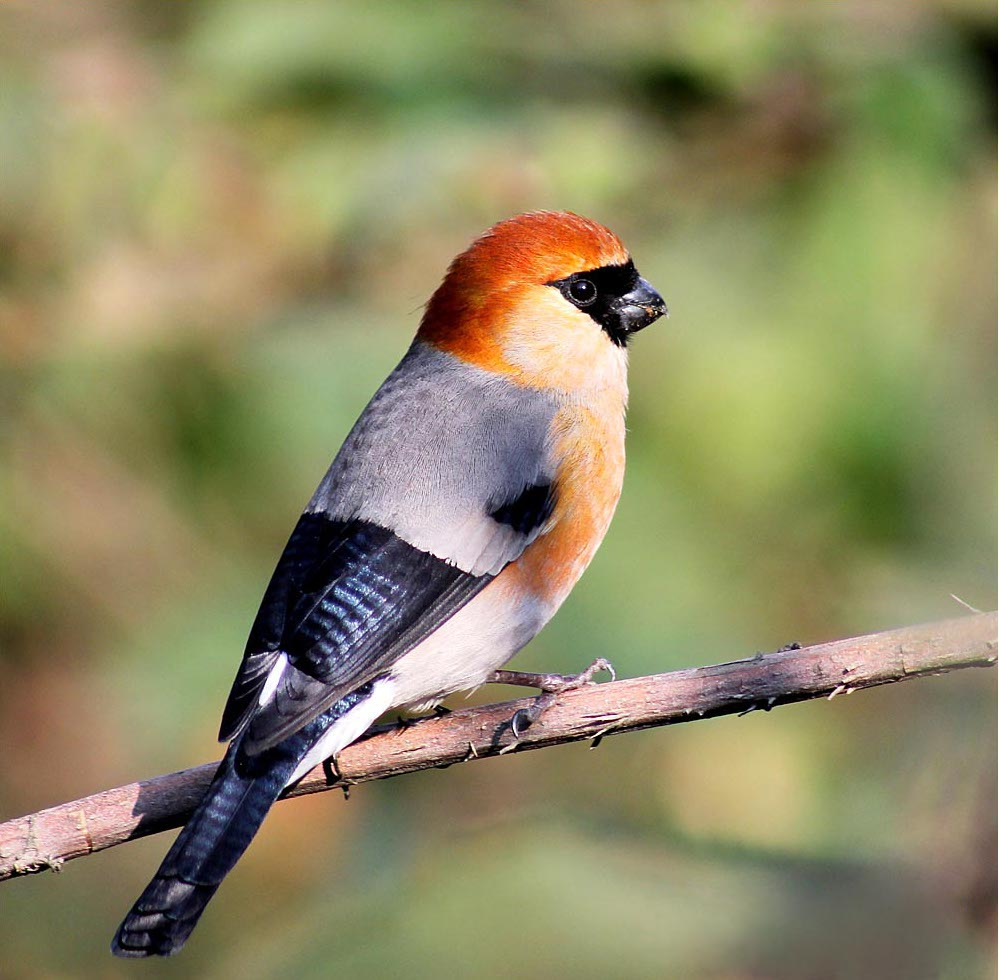
Самец
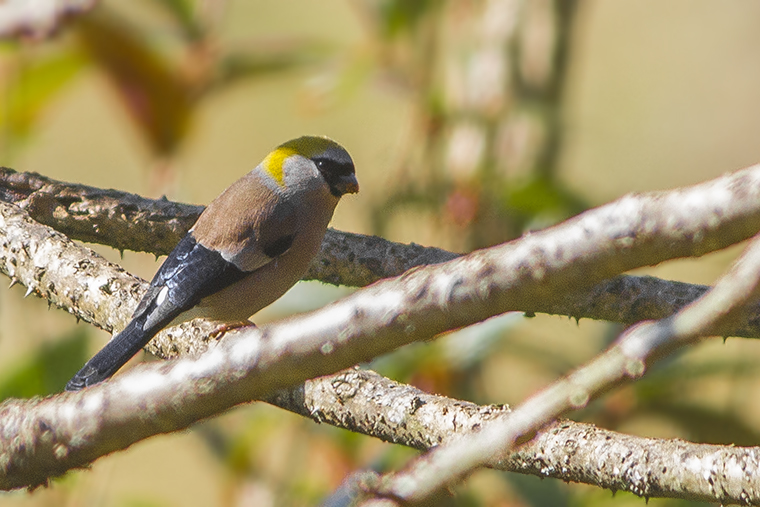
Самка
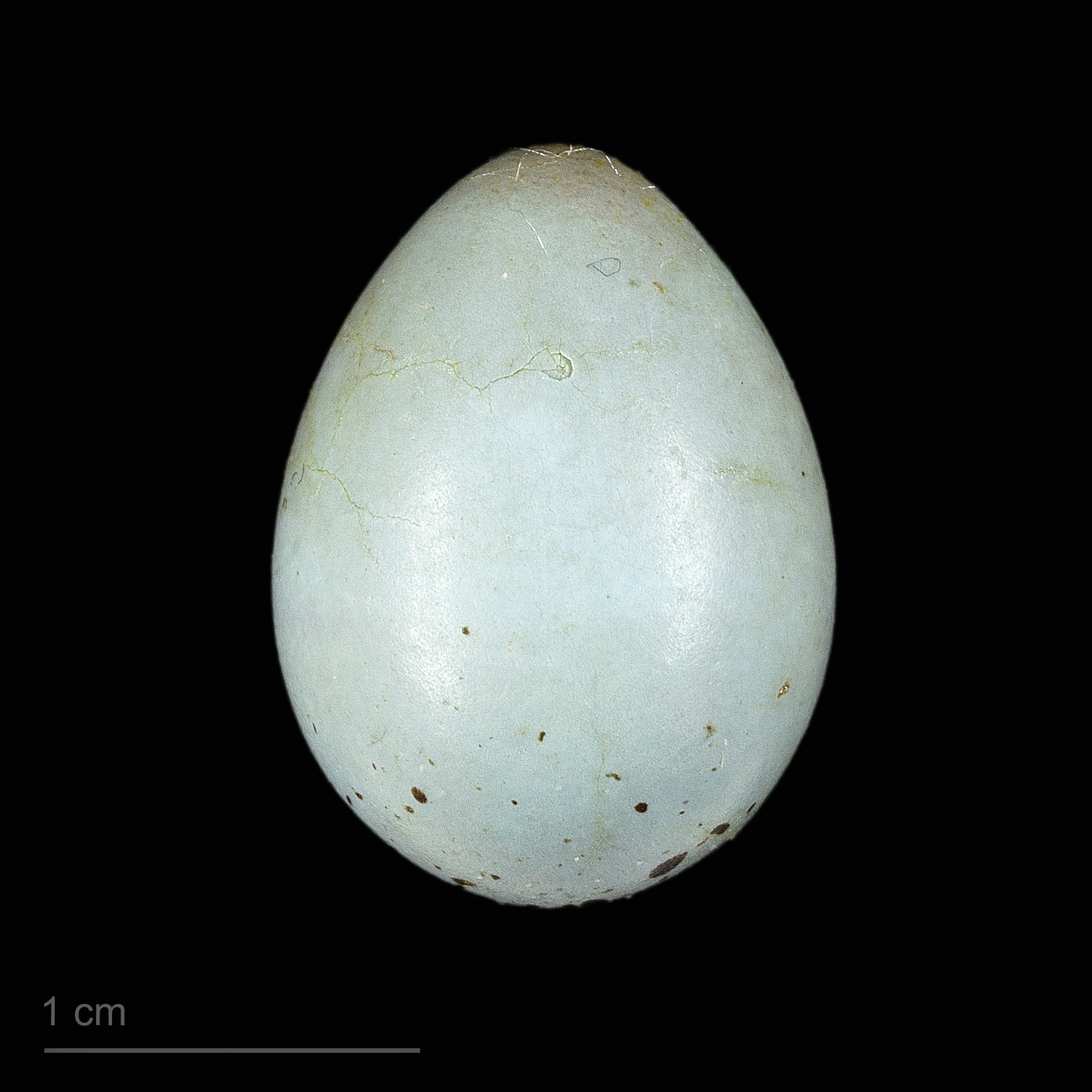
Яйцо (Тулузский музеум)